# شهدا دلي خمسير (كبغيان)
شهدا دلي خمسير (بالفارسية: شهدادلی خمسیر) هي قرية تقع في إيران في قسم كبغيان الريفي. يقدر عدد سكانها بـ 24 نسمة بحسب إحصاء 2016.